# Kang Pan-sok
Kang Pan-sok (21 avril 1892 – 31 juillet 1932) était la mère du dirigeant de Corée du Nord Kim Il-sung. Elle est donc la grand-mère de Kim Jong-il, et l'arrière-grand-mère de Kim Jong-un. Elle a été militante communiste indépendantiste durant la période colonialiste japonaise. 

## Biographie
Elle naît en 1892 à Chilgol dans la province de Pyongan du Sud, dans le comté de Taedong (en). Issue d'une famille chrétienne presbytérienne, elle porte un prénom signifiant « rocher », en référence à l'apôtre Pierre.
En 1908, elle épouse Kim Hyong-jik dans l'arrondissement de Man'gyŏngdae. En 1919, lorsque son mari est arrêté pour son implication dans les troubles civils du pays, elle fuit en Manchourie pour éviter la police japonaise. Peu après, les époux quittent leur village de Man'gyŏngdae pour ouvrir une échoppe de pharmacopée en Mandchourie. Elle forme une organisation féministe contre la domination des Japonais, la Ligue démocratique des femmes. 
Elle a eu trois fils, Kim Il-sung, Kim Chol-ju et Kim Yong-ju.

## Mère de Corée

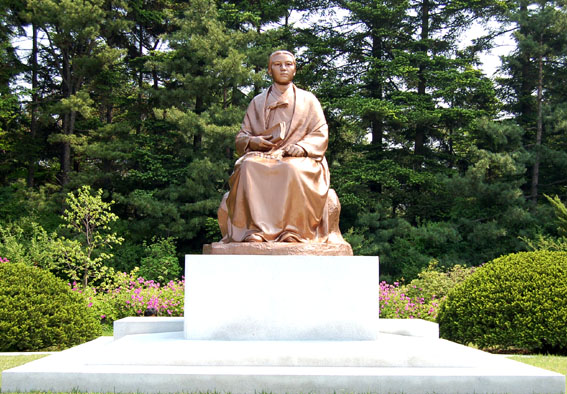
Statue de Kang Pan-sok

En Corée du Nord, Kang Pan-sok est reconnue comme la « Mère de la Corée » ou la « Grande Mère de la Corée ». Les deux titres sont partagés avec la mère de Kim Jong-il, Kim Jong-suk,,. 
Kang Pan-sok est la première membre de la famille Kim à faire l'objet d'un culte de la personnalité à partir de la fin des années 1960, pour compléter celui de son fils.
En 1967, Rodong Sinmun en fait l'éloge comme la « mère de tous ». Durant la même année, la Ligue démocratique des femmes lance une campagne intitulée « Apprentissage de Madame Kang Pan-sok ». Il existe une chanson en son honneur intitulé Mère de Corée, ainsi que d'une biographie hagiographique, également appelé La Mère de Corée (1968).

## Postérité
Un musée et un monument lui sont dédiés à Chilgol. L'église protestante Chilgol de Pyongyang est aussi dédiée à sa mémoire.
Le 21 avril est en Corée du Nord une journée de commémoration pour l'anniversaire de sa naissance qui donne lieu à une cérémonie de dépôt de couronnes sur le site révolutionnaire Chilgol (dans la localité de Chilgol-ri, qui fait aujourd'hui partie de la capitale Pyongyang).